# Seseli togasii
Seseli togasii är en flockblommig växtart som först beskrevs av Minosuke Hiroe, och fick sitt nu gällande namn av Pimenov och Kljuykov. Seseli togasii ingår i släktet säfferötter, och familjen flockblommiga växter. Inga underarter finns listade i Catalogue of Life.